# Outlaw Gentlemen & Shady Ladies
Outlaw Gentlemen & Shady Ladies er Volbeats femte album. Det udkom 5. april 2013 og er bandets første album med guitaristen Rob Caggiano og deres sidste album med bassisten Anders Kjølholm. Titlen refererer til fredløse mænd og moralsk anløbne kvinder fra 1800-tallet, og nummeret "Room 24" med sangeren King Diamond blev gjort gratis tilgængeligt for fans ved digitalt download.
Outlaw Gentlemen & Shady Ladies modtog gode anmeldelser og blev rost for at være musikalsk meget varieret. Det solgte 2x platin i Danmark og platin i Tyskland og Østrig. I både Canada og Sverige solgte det guld. Det nåede førstepladsen på hitlister i seks lande og kom i top 10 i fem andre.
Albummet modtog prisen som "Årets Danske Hard Rock-udgivelse" ved GAFFA-Prisen og "Årets Danske Rockudgivelse" ved Danish Music Awards. Til den tyske Echo awards modtog albummet prisen for "Bedste International Alternative Act", og sangen "Room 24" blev nomineret til en Grammy for "bedste metal-præstation". 

## Baggrund
I januar 2013 afslørede Volbeat, at de havde arbejdet på et nyt album med titlen Outlaw Gentlemen & Shady Ladies og at det var planlagt til udgivelse i foråret 2013.
Det blev senere annonceret at den tidligere leadguitarist fra Anthrax, Rob Caggiano, ville producere albummet og spille med som gæstemusiker. Kort derefter blev det annonceret, at Caggiano officielt var blevet en del af bandet som deres anden guitarist, efter at han var blevet spurgt om han ville slutte sig til gruppen. Poulsen sagde om kemien med Caggiano og resten af bandet at "samarbejdet med Rob i studiet var så inspirerende og i så god ånd, at vi besluttede at beholde ham. Dybest set gik vi i studiet som [et band i] tre stykker og kom ud som en helt band!". På samme tid annoncerede de, at albummet ville blive udgivet d. 5. april og den 9. april i USA.
I et interview 11. februar 2013 fortalte Poulsen musikmagasinet Metal Hammer: 
| Citat            | En af de ting, som jeg er mest glad for denne gang er kontrasten i materialet og spændvidden i musikken; på den ene side har vi westernmotiver, rockabilly/countrysange og de virkeligt emotionelle melodier, og på den anden, nogle af de hårdeste - faktisk DE hårdeste - sange vi nogensinde har indspillet. Der var en fyr fra pladestudiet den anden dag, og han blev fuldstændigt blæst væk af de ultra-hårde ting. Han sagde, at han ikke engang var sikker på at han lyttede til Volbeat! | Citat |
| Michael Poulsen. | |       |

Poulsen udtalte inden udgivelsen, at omkring halvdelen af sangen omhandler lovløse og revolvermænd fra Det Vilde Vesten i 1800-tallet. Nogle er historiske personer som Doc Holliday, Lola Montez og Pearl Hart, mens andre er fiktive. Albumtitlen er inspireret af spaghettiwesterns. Selvom det kun er omkring halvdelen af sangene, der følger temaet, så har Poulsen alligevel kaldt Outlaw Gentleman & Shady Ladies et konceptalbum.
Den første single, "Cape of Our Hero", handler om en dreng, der inspireret af tegneserier ser sin far som en superhelt. Da hans far dør, holder drengen op med at tro på superhelte. Han bliver fanget af en engel og flyver op i himlen for at lede efter sin far.
Teksten til "Room 24" er inspireret af en underlig hændelse på et hotelværelse i USA, hvor Poulsen blev lammet, mens han sov.
| Citat           | Jeg var vågen inden solopgang, men kunne hverken bevæge mine arme eller ben. Jeg kunne heller ikke tale. Alt omkring mig var mørkt, og jeg havde fornemmelsen af, at nogen eller noget trykkede mig på brystet, jeg troede, at jeg havde en hjerteinfarkt eller blev kvalt. Jeg spurgte mig selv: føles det sådan at dø? | Citat |
| Michael Poulsen | |       |

"Dead But Rising" er inspireret af en tur, Poulsen tog på til Tupelo, hvor Elvis Presley blev født. Undervejs holdt navigationssystemet op med at virke, og han fulgte i stedet vejskiltene. Han bemærkede en ørn, der fløj. Fuglen mindede ham om hans afdøde far, der var meget fascineret af ørne. "The Sinner Is You" omhandler spørgsmålet om, hvorfor døden altid vælger de gode mennesker, og ikke dem, som fortjener at dø. "My Body" er en coverversion af Young the Giants hit fra 2011.

## Produktion
Albummets sange blev skrevet på Volbeats turné igennem Europa og Nordamerika. Forsanger og guitarist Michael Poulsen samlede ideer til albummet på sin mobiltelefon. Efter at bandet vendte tilbage til Danmark, brugte Poulsen, der er den primære sangskriver på alle gruppens albummer, omkring seks måneder på at skrive det nye materiale. Efter at han havde færdiggjort de første tre sange, konstaterede han at de alle havde et western-præg.
Efter at Volbeats tidligere guitarist Thomas Bredahl var blevet smidt ud af bandet, ledte de efter en ny. Poulsen udtalte i et interview, at Volbeat oprindeligt havde prøvet at finde en dansk guitarist. Det havde fundet en "meget dygtig guitarist", men kemien med bandet fungerede ikke. Trommeslageren Jon Larsen tilføjede, at kandidaten heller ikke havde forestillet sig at kunne turnere med bandet særlig længe. Som konsekvens af dette gik Poulsen, Larsen og bassisten Anders Kjølholm i studiet som en trio.
Indspilningerne begyndte i januar 2013. Til forskel fra indspilningerne af de fire første albummer brugte de et nyt studie, og udover Jacob Hansen hjalp den tidligere Anthrax-guitarist Rob Caggiano også til som producer. Poulsen udtalte i et interview, at han var særligt glad for Caggianos arbejde for The Damned Things og Anthrax-albummet Worship Music. Indspilningerne fandt sted i Puk Recording Studios uden for Randers. Samarbejdet med Caggiano gik så godt, at han blev præsenteret som bandets nye guitarist i februar 2013.
| Citat           | Jeg gav Rob tre af mine sange, som der hver havde nogle huller. Jeg var meget nysgerrig efter at se, hvordan han ville udfylde disse huller. Hans forslag var så gode, at vi har brugt dem alle. | Citat |
| Michael Poulsen | |       |

Som på det forrige album medvirkede flere gæstemusikere. King Diamond sang med på sangen "Room 24". På "Lonesome Rider" medvirkede den canadiske sanger Sarah Blackwood fra bandet Walk off the Earth. Andre gæstemusikere inkluderer Paul Lamb (mundharmonika), Rod Sinclair (banjo), Anders Pedersen (slideguitar) og Jakob Øelund (kontrabas).

## Udgivelse
Ud over den almindelige version blev albummet udgivet i et begrænset oplag med en bonus-CD. Denne bonus-CD indeholder sangen "Ecotone", sangen "Lola Montez" i en harmonika-version, optaget til Wacken Open Air i 2012, sammen med live-versioner af sangene "7 Shots" og "Evelyn" samt en demo-version af "Evelyn". Der blev produceret musikvideoer til sangene "Cape of Our Hero" og "Lonesome Rider". I begyndelsen af november 2013 udkom en DVD der indeholdt optagelser af bandet på forskellige musikfestivaler.

## Modtagelse

### Anmeldelser
Dan Drago fra About.com skrev, at Outlaw Gentlemen & Shady Ladies var Volbeat " når de var bedst". Han mente også, at Michael Poulsen var "den perfekte blanding af James Hetfield, Elvis Presley og Mike Ness fra Social Distortion". Desuden kaldte han deres coverversion af Young the Giants "My Body" for "mesterligt udført" og "mere original end et cover". Han gav 4,5 ud af 5 stjerner. AllMusics Thom Jurek skrev, at sangene var "mere tilgængelige end noget Volbeat tidligere har forsøgt sig med", men at det samtidig var "den mest ambitiøse samling numre de havde indspillet". Han kaldte også Poulsens sangstemme for "fantastisk". Jurek gav albummet fire ud af fem stjerner.
Musikmagasinet GAFFA skrev, at det var "et mere vellykket forsøg på at lave et varieret og rigt album end forgængeren", men at der alligevel var "et par knaster tilbage i den tunge ende." Albummet fik fire ud af seks stjerner. Heavymetal.dk skrev, at
"Outlaw Gentlemen and Shady Ladies [er] et rigtig fedt album". Til gengæld mente anmelderen, at tempoet var sat "voldsomt ned i forhold til Beyond Hell/Above Heaven" og gav ni ud af ti point.
Frank Albrecht fra det tyske musikmagasin Rock Hard skrev i sin anmeldelse, at albummet "bestemt ikke var den bedste skive af danskerne", men at det imidlertid har "masser af klasse". Nogle af sangene var "skræddersyet til mainstreammarkedet", men har "iørefaldende melodier og fængende omkvæd". Eneste kritikpunkt er den "temmelig tamme produktion", fordi Volbeat har "mere uslebne kanter, der kan her visse steder." Han gav albummet otte ud af ti point. Onlinemagasinet Powermetal.de's anmelder Peter Kubaschk skrev, at "forventningerne fra de fleste fans blev tilfredsstillet" selvom det "livlige og eksplosive, der prægede bandets tidlige værker, mangler.". Kubaschk gav albummet otte ud af 10 point. Heiko Eschenbach fra onlinemagasinet Metal.de var mere kritisk. Efter hans mening havde albummet "meget rar middelmådighed at lytte til, men ikke et eneste hit står frem, som man ønsker at fløjte igen og igen". Eschenbach gav Outlaw Gentlemen & Shady Ladies syv ud af ti point.
Flere anmeldere kommenterede, at sangene spændte vidt fra mainstreamsange, der var gode til radioen, til tung metal. Mest kritisk var Pernille Jensen fra Politiken, der skrev at albummet var "lyden af Volbeat på automatpilot."

### Kommerciel succes
Albummet kom ind på Billboard 200 i USA som nummer 9. Det solgte 39.000 eksemplarer den første uge. Det var det første danske band, der formåede at komme på top 10 siden Aquas album Aquarium, der nåede syvendepladsen i 1997. Som det første ikke-amerikanske band formåede Volbeat at have fire nummer et-singler i træk på Billboards Active Rock Airplay-liste. I november 2014 havde Outlaw Gentlemen & Shady Ladies solgt mere end 250.000 eksemplarer i USA. I februar 2015 havde albummet solgt mere end 300.000 eksemplarer i USA.
På den tyske Media Control Charts gik albummet direkte ind på førstepladsen, og det solgte over 100.000 eksemplarer i den første uge.
"Cape of Our Hero" nåede som sit bedste en sjetteplads på Tracklisten og var på hitlisten i 9 uger. Den nåede også op som nummer 34 på Østrigs Singlecharts og nummer 68 i Tyskland.

### Priser
Outlaw Gentlemen & Shady Ladies solgte nok til at få dobbelt-platin i Danmark. I Tyskland og Østrig solgte det til platin, og det fik guld i både Canada og Sverige.
Ved Danish Music Awards modtog albummet prisen for "Årets Danske Rockudgivelse", og Volbeat vandt prisen "Årets Danske Gruppe" ved samme prisuddeling.
Albummet modtog prisen som "Årets Danske Hard Rock-udgivelse" ved GAFFA-Prisen, og gruppen blev nomineret til "Årets Danske Band" ved samme lejlighed.
Til den tyske prisuddeling Echo awards vandt albummet i kategorien "Bedste Internationale Alternative Navn", og sangen "Room 24" blev nomineret til "Grammy for Bedste metal-præstation", der dog gik til Black Sabbaths "God Is Dead?. "Room 24" blev også nomineret i kategorien "Metal Anthem" ved Metal Hammer Awards, hvor prisen gik til bandet Callejons sang "Porn from Spain".

## Spor
Alle sange er skrevet og komponeret af Michael Poulsen, med mindre andet er noteret.
| 1.    | "Let's Shake Some Dust"                      | Poulsen, Robert Caggiano                                                      | 1:28 |
| 2.    | "Pearl Hart"                                 |                                                                               | 3:27 |
| 3.    | "The Nameless One"                           |                                                                               | 3:53 |
| 4.    | "Dead But Rising"                            |                                                                               | 3:35 |
| 5.    | "Cape of Our Hero"                           |                                                                               | 3:49 |
| 6.    | "Room 24" (featuring King Diamond)           | Poulsen, King Diamond                                                         | 5:07 |
| 7.    | "The Hangman's Body Count"                   |                                                                               | 5:15 |
| 8.    | "My Body"                                    | Sameer Gadhia, Jacob Tilley, Eric Cannata, Francois Comtois, Payam Doostzadeh | 3:42 |
| 9.    | "Lola Montez"                                |                                                                               | 4:28 |
| 10.   | "Black Bart"                                 |                                                                               | 4:48 |
| 11.   | "Lonesome Rider" (featuring Sarah Blackwood) | Poulsen, Caggiano                                                             | 4:05 |
| 12.   | "The Sinner Is You"                          | Poulsen, Caggiano                                                             | 4:15 |
| 13.   | "Doc Holliday"                               |                                                                               | 5:46 |
| 14.   | "Our Loved Ones"                             |                                                                               | 4:51 |
| 58:29 |                                              |                                                                               |      |

| 15. | "Ecotone"                                                                  |                                 | 3:47 |
| 16. | "Lola Montez" (Mundharmonikaversion)                                       |                                 | 4:28 |
| 17. | "7 Shots" (featuring Mille Petrozza og Michael Denner) (Live Wacken 2012)) |                                 | 5:12 |
| 18. | "Evelyn" (featuring Mark "Barney" Greenway) (Live Wacken 2012))            | Poulsen, Mark "Barney" Greenway | 3:46 |
| 19. | "Evelyn" (2010 demo)                                                       | Poulsen, Greenway               | 3:29 |

### Tour Edition
| 1.  | "Let's Shake Some Dust"                      | 1:28 |
| 2.  | "Pearl Hart"                                 | 3:27 |
| 3.  | "The Nameless One"                           | 3:53 |
| 4.  | "Dead But Rising"                            | 3:35 |
| 5.  | "Cape of Our Hero"                           | 3:49 |
| 6.  | "Room 24" (featuring King Diamond)           | 5:07 |
| 7.  | "The Hangman's Body Count"                   | 5:15 |
| 8.  | "My Body"                                    | 3:42 |
| 9.  | "Lola Montez"                                | 4:28 |
| 10. | "Black Bart"                                 | 4:48 |
| 11. | "Lonesome Rider" (featuring Sarah Blackwood) | 4:05 |
| 12. | "The Sinner Is You"                          | 4:15 |
| 13. | "Doc Holliday"                               | 5:46 |
| 14. | "Our Loved Ones"                             | 4:51 |
| 15. | "Ecotone"                                    | 3:47 |

| 1.  | "Another Day, Another Way" (Live fra Rock 'n' Heim 2013)          |      |
| 2.  | "Guitar Gangsters & Cadillac Blood" (Live fra Rock 'n' Heim 2013) |      |
| 3.  | "The Nameless One" (Live fra Rock 'n' Heim 2013)                  |      |
| 4.  | "Heaven Nor Hell" (Live fra Rock 'n' Heim 2013)                   |      |
| 5.  | "16 Dollars" (Live fra Rock 'n' Heim 2013)                        |      |
| 6.  | "The Hangman's Body Count" (Live fra Download Festival 2013)      |      |
| 7.  | "Dead But Rising" (Live fra Download Festival 2013)               |      |
| 8.  | "Lola Montez" (Live fra Roskilde Festival 2013)                   |      |
| 9.  | "Cape of Our Hero" (Live fra Roskilde Festival 2013)              |      |
| 10. | "Doc Holliday" (Live fra Rock am Ring 2013)                       |      |
| 11. | "Evelyn" (Live fra Hellfest 2013)                                 |      |
| 12. | "Sad Man's Tongue" (Live fra Hellfest 2013)                       |      |
| 13. | "Maybellene i Hofteholder" (Live fra Hellfest 2013)               | 5:46 |

## Medvirkende
Volbeat
- Michael Poulsen - vokal, rytmeguitar
- Anders Kjølholm - basguitar
- Jon Larsen - trommer
- Rob Caggiano - leadguitar

Gæstemusikere
- King Diamond (Mercyful Fate og King Diamond) – vokal på "Room 24"[26]
- Paul Lamb – mundharmonika på spor 1, 14 og 16
- Sarah Blackwood (Walk off the Earth) – vokal på "Lonesome Rider"[26]
- Anders Pedersen – slideguitar på spor 7, 10 og 11
- Jakob Øelund (Taggy Tones og Grumpynators) – kontrabas på spor 11
- Rod Sinclair – banjo på spor 13
- Hank Shermann - guitar på "The Nameless One" og "Heaven Nor Hell" på DVD fra TOUR Edition

## Hitlister
| Hitliste (2013)                         | Højeste placering |
| --------------------------------------- | ----------------- |
| Belgien (Flandern) (Ultratop)           | 10                |
| Belgien (Vallonien) (Ultratop)          | 46                |
| Canada (Canadian Albums Chart)          | 1                 |
| Danmark (Album Top-40)                  | 1                 |
| Finland (Suomen virallinen albumilista) | 2                 |
| Frankrig (SNEP)                         | 112               |
| Holland (MegaCharts)                    | 4                 |
| Norge (VG-lista)                        | 1                 |
| Sverige (Sverigetopplistan)             | 4                 |
| Schweiz (Schweizer Hitparade)           | 1                 |
| Storbritannien (UK Albums Chart)        | 78                |
| Tyskland (Media Control Charts)         | 1                 |
| Ungarn (MAHASZ)                         | 28                |
| USA (Billboard 200).                    | 9                 |
| USA (Billboard Hard Rock Albums)        | 1                 |
| USA (Billboard Top Rock Albums)         | 2                 |
| Østrig (Ö3 Austria Top 40)              | 1                 |

| Hitliste (2013)        | Placering |
| ---------------------- | --------- |
| Danmark                | 5         |
| Tyskland               | 8         |
| USA (Billboard 200)    | 195       |
| USA (Hard Rock Albums) | 13        |
| USA (Rock Albums)      | 55        |
| Østrig                 | 11        |

| Hitliste (2014)        | Placering |
| ---------------------- | --------- |
| USA (Hard Rock Albums) | 18        |

### Singler
| Titel                                        | År   | Højeste hitlisteplacering | Højeste hitlisteplacering | Højeste hitlisteplacering | Højeste hitlisteplacering | Højeste hitlisteplacering | Højeste hitlisteplacering | Højeste hitlisteplacering | Højeste hitlisteplacering | Højeste hitlisteplacering | Certificeringer  |
| Titel                                        | År   | DAN                       | ØST                       | TYS                       | NLD                       | SVE                       | US Alt.                   | US Hard Rock              | US Main. Rock             | US Rock                   | Certificeringer  |
| -------------------------------------------- | ---- | ------------------------- | ------------------------- | ------------------------- | ------------------------- | ------------------------- | ------------------------- | ------------------------- | ------------------------- | ------------------------- | ---------------- |
| "Cape of Our Hero"                           | 2013 | 6                         | 34                        | 63                        | —                         | —                         | —                         | —                         | —                         | —                         | - IFPI DAN: Guld |
| "The Hangman's Body Count"                   | 2013 | —                         | —                         | —                         | —                         | —                         | 40                        | 6                         | 1                         | 37                        |                  |
| "Lola Montez"                                | 2013 | —                         | —                         | —                         | 84                        | —                         | —                         | 5                         | 1                         | 35                        | - IFPI DAN: Guld |
| "The Nameless One"                           | 2013 | —                         | —                         | —                         | —                         | —                         | —                         | —                         | —                         | —                         |                  |
| "Lonesome Rider" (featuring Sarah Blackwood) | 2013 | 8                         | —                         | —                         | —                         | —                         | —                         | —                         | —                         | —                         | - IFPI DAN: Guld |
| "Pearl Hart"                                 | 2013 | —                         | —                         | —                         | —                         | —                         | —                         | —                         | —                         | —                         |                  |
| "Dead but Rising"                            | 2014 | —                         | —                         | —                         | —                         | —                         | —                         | —                         | 3                         | 44                        |                  |
| "Doc Holliday"                               | 2014 | —                         | —                         | —                         | —                         | —                         | —                         | —                         | 9                         | 42                        |                  |

## Certificeringer
| Land                   | Certificering | Salg    |
| ---------------------- | ------------- | ------- |
| Canada (Music Canada)  | Guld          | 40.000  |
| Danmark (IFPI Danmark) | 2x Platin     | 40.000  |
| Tyskland (BVMI)        | Platin        | 200.000 |